# Milestones (composición)
«Milestones» es una composición de jazz escrita por Miles Davis. Aparece en el álbum del mismo nombre, de 1958.
Los músicos que originariamente lo grabaron fueron:
- Miles Davis - trompeta
- Cannonball Adderley - saxo alto
- John Coltrane - saxo tenor
- Red Garland - piano
- Paul Chambers - contrabajo
- Philly Joe Jones - batería

Además, «Milestones» es el nombre de otro tema compuesto por John Lewis para Miles Davis cuando aún tocaba con Charlie Parker. Musicalmente no guardan ninguna relación.
«Milestones» ha sido interpretado por: 
- Barry Adamson
- Jan Akkerman
- Chet Baker
- Elek Bacsik
- Anthony Braxton
- Phil Collins Big Band
- Miles Davis
- The Dead
- Charles Earland
- Bill Evans
- Jerry García
- Dexter Gordon
- Herbie Hancock
- Roy Hargrove
- Joe Henderson
- Bobby Jaspar
- Wynton Kelly
- Phil Lesh and Friends
- Dave Liebman
- Little Feat
- Wes Montgomery
- Mark Murphy
- Oliver Nelson
- Joe Pass
- Enrico Rava
- Buddy Rich
- Jimmy Smith
- René Thomas
- Turtle Island String Quartet
- Bob Weir & Ratdog
- Gerald Wilson

- Datos: Q16607552